# Luizão
Luizão (Luiz Carlos Nascimento junior), född 3 januari 1987, är en brasiliansk fotbollsspelare som spelat i det brasilianska U20-landslaget.
Han spelar nu i brasilianska klubben Nacional-MG. 

## Karriär
- 2005-2007 Cruzeiro
- 2007 FC Locarno
- 2007-2008 CR Vasco da Gama
- 2008-2009 FC Bunyodkor
- 2009-2010 Cruzeiro
- 2010-2011 Bahia
- 2012      Nacional-MG
- 2012      Ceará
- 2012      Grimsby Town
- 2013-     Nacional-MG